# Diego García (Fußballspieler, 19. Dezember 1996)
Diego Ignacio García Medina (* 19. Dezember 1996 in Chañaral) ist ein chilenischer Fußballspieler. Der Abwehrspieler wurde 2014/15 chilenischer Pokalsieger.

## Karriere
Das Fußballspielen begann Diego García in der Jugend von Athletico Maxi de Chañaral. Der Verteidiger spielte in der Jugend mehrerer Profiklubs und schaffte 2014 den Sprung bei CF Universidad de Chile in den Profifußball. Beim Spiel in der Copa Chile im Mai 2014 gegen den CD Magallanes debütierte er in einem Pflichtspiel. Allerdings konnte sich García bei La U nicht durchsetzen, woraufhin mehrere Leihen in die Primera B folgten. Zu Deportes Copiapó wechselte García nach seiner Leihe 2018 dann endgültig zur Saison 2019. Bei einem Spiel gegen seinen Ex-Klub AC Barnechea legte er sich mit den gegnerischen Fans an und wurde des Feldes verwiesen. 2020 unterschrieb García beim Curicó Unido, doch zu einem Ligaeinsatz kam er nicht. Stattdessen spielte García ab Mitte 2020 wieder für Deportes Copiapó in der Primera B. 2022 gelang dem Klub aus dem Norden Chiles der Aufstieg in die Primera División.

## Erfolge
U de Chile
- Chilenischer Pokalsieger: 2014/15